# Araneus workmani
Araneus workmani är en spindelart som först beskrevs av Eugen von Keyserling 1884.  Araneus workmani ingår i släktet Araneus och familjen hjulspindlar. Inga underarter finns listade i Catalogue of Life.